# Capitólio Nacional da Colômbia
O Capitólio Nacional da Colômbia (em espanhol: Capitolio Nacional de Colombia) é a sede do Congresso da República da Colômbia, máximo órgão legislativo colombiano. Encontra-se ao sul da Plaza de Bolívar, no centro histórico de Bogotá.
O capitólio foi projetado originalmente por Thomas Reed a pedido do presidente Tomás Cipriano de Mosquera, e foi construído entre 1848 e 1926, diversos arquitetos estiveram a cargo da obra. É uma das construções mais representativas da arquitetura da Colômbia e da neoclássica na cidade. A obra foi declarada Monumento Nacional pelo decreto 1584 em 11 de agosto de 1975.